# 13748 Radaly
För andra betydelser, se Daly.
13748 Radaly eller 1998 SC46 är en asteroid i huvudbältet som upptäcktes den 25 september 1998 av Spacewatch vid Kitt Peak-observatoriet. Den är uppkallad efter Reginald Aldworth Daly.
Asteroiden har en diameter på ungefär 10 kilometer.